# Mort d'un pharaon (Anouar El Sadate)
Pour plus de détails, voir Fiche technique et Distribution.
Mort d'un pharaon (Anouar El Sadate) est un film documentaire égyptien réalisé par Wilfried Huismann, sorti en 2006. 
Ce film traitant de l'assassinat du Président égyptien Anouar El Sadate fait partie de la collection « Assassinats politiques » de Michell Noll.

## Synopsis
Sadate est exécuté le 6 octobre 1981 par des fondamentalistes islamiques, sous l’impulsion des chefs d’État arabes qui l’avaient exclu de la ligue arabe pour « traîtrise ».
L’auteur interroge l'épouse Jehan Sadate, l'ex-chancelier Helmut Schmidt, les présidents israélien Ezer Weizman et américain Jimmy Carter sur l’un des hommes politiques les plus extraordinaires et courageux du siècle dernier.
Ponctuée de scènes de reconstitution et de séquences d’archives captivantes, le film raconte les derniers jours de Sadate et de son assassin, Khaled Istambuli, un lieutenant de 24 ans, et nous aide à mieux comprendre la situation actuelle au Proche-Orient. 

## Fiche technique
- Titre : Mort d'un pharaon (Anouar El Sadate)
- Réalisateur : Wilfried Huismann
- Production : ICTV Solférino, Quartier Latin Media
- Pays d'origine :  Égypte
- Langue : Français, Anglais
- Format :
- Genre : Film documentaire
- Durée : 52 minutes
- Date de réalisation : 2006